# Боби Скинстад
Боби Скинстад (енгл. Bobby Skinstad; 3. јул 1976) бивши је јужноафрички рагбиста који је са "спрингбоксима" освојио титулу првака Света 2007. Играо је за Вестерн провинс, Голден лајонсе и Натал шарксе у кари купу. У супер рагбију играо је за Стормерсе, Лајонсе и за Шарксе. У јануару 2004, отишао је у Велс и потписао за Њупорт Гвент Дрегонсе. У своју отаџбину вратио се 2007, када је потписао за Шарксе. Са Вестерн провинсом је освојио 3 пута кари куп (1997, 2000, 2001). Супер рагби је једном освојио са Шарксима (2007). Прошао је кроз млађе селекције ЈАР, а селекцију до 21 године предводио је и као капитен. Играо је и за рагби 7 репрезентацију ЈАР. За сениорску репрезентацију ЈАР дебитовао је 29. новембра 1997, у тест мечу против Енглеске. У дресу ЈАР одиграо је 42 тест мечева и постигао 11 есеја. Са "спрингбоксима" је поред титуле првака Света 2007, освојио и куп три нације 1998. Одиграо је један меч на светском првенству 2007, одржаном у Француској. 6. новембра 2007, престао је да игра рагби.